# Héctor Mellado
Héctor Hugo Mellado Jara (* 24. Februar 1925; † 17. September 2007) war ein chilenischer Radrennfahrer.

## Sportliche Laufbahn
Mellado war Straßenradsportler und Teilnehmer der Olympischen Sommerspiele 1952 in Helsinki. 
Im olympischen Straßenrennen schied er aus. Chile kam mit Héctor Mellado, Hernán Masanés, Hugo Miranda und Héctor Droguett nicht in die Mannschaftswertung.